# Пенигсел
Пенигсел (њем. Pennigsehl) општина је у њемачкој савезној држави Доња Саксонија. Једно је од 36 општинских средишта округа Нинбург (Везер). Према процјени из 2010. у општини је живјело 1.349 становника. Посједује регионалну шифру (AGS) 3256023.

## Географски и демографски подаци
Пенигсел се налази у савезној држави Доња Саксонија у округу Нинбург (Везер). Општина се налази на надморској висини од 48 метара. Површина општине износи 24,2 km². У самом мјесту је, према процјени из 2010. године, живјело 1.349 становника. Просјечна густина становништва износи 56 становника/km².